# Frederic Austin
Frederic Austin (Londres, 30 de març de 1872 – 10 d'abril de 1952) fou un baríton i compositor anglès. Era germà d'Ernest (1874-1947), que també fou compositor musical.
Es distingí com a cantant i compositor. Posseïdor d'una bella veu de baríton i d'un complet domini de l'escena, va actuar ininterrompudament amb èxit al Covent Garden i His Majesty's Theatre de Londres, interpretant preferentment obres de Wagner i Strauss. Fou director artístic de la British National Opera Company.
Com a compositor es feu notar per diverses obres per a orquestra, entre elles la rapsòdia Spring, el poema simfònic Isabella i una Simfonia en mi, també s'haurien de mencionar les seves obres de música de cambra i les seves cançons, de factura molt moderna i elevat sentit líric.